# Идалго, Бреча 102 и 105 кон Километро 23 и 26 Норте (Рејноса)
Идалго, Бреча 102 и 105 кон Километро 23 и 26 Норте (шп. Hidalgo, Brecha 102 y 105 con Kilómetro 23 y 26 Norte) насеље је у Мексику у савезној држави Тамаулипас у општини Рејноса. Насеље се налази на надморској висини од 29 м.

## Становништво
Према подацима из 2010. године у насељу су живела 3 становника.

### Хронологија
| Година       | 2000         | 2005         | 2010 |
| ------------ | ------------ | ------------ | ---- |
| Становништво | 72 (33 / 39) | 55 (29 / 26) | 3    |

### Попис
| # | Индикатор                     | Вредност |
| - | ----------------------------- | -------- |
| 1 | Укупно домаћинстава           | 1        |
| 2 | Укупно насељених домаћинстава | 1        |
| 3 | Величина локације             | 1        |